# Ignacy Grochowski
Ignacy Grochowski (ur. 21 maja 1998) – polski koszykarz, występujący na pozycjach niskiego lub silnego skrzydłowego, od 2022 zawodnik w AZS UMK Transbruk Toruń.

## Osiągnięcia
Stan na 5 grudnia 2023, na podstawie, o ile nie zaznaczono inaczej.

### Drużynowe
Seniorskie
- Wicemistrz Polski (2019[2])
- Brązowy medalista mistrzostw Polski (2018)
- Zdobywca:
  - Pucharu Polski (2018)
  - Superpucharu Polski (2018)[3]

Młodzieżowe
- Mistrz Polski juniorów starszych (2015)
- Brązowy medalista mistrzostw Polski kadetów (2014)